# Gaia Mesiah
Gaia Mesiah je česká crossoverová kapela.

## Historie
Zakládajícími členkami se staly v roce 1998 bubenice Misha Cortéz a kytaristka Santa Morella, které se sešly v kapele Panika a pak spoluzaložily a hrály v kapele Rage Against The Machine revival. Od tohoto roku se také datují první skladby a texty pro Gaia Mesiah, která byla pod tímto jménem oficiálně založena 19. 11. 2000. Zpěvačka Marka Rybin a baskytarista Josh Stewart se přidali o rok později, a krátce na to se uskutečnilo první veřejné vystoupení v této sestavě v pražském klubu Futurum, v prosinci 2001. Na koncertech je občas doplňuje Pedro Paredes - hráč na panovu flétnu a charangu (jihoamerický strunný nástroj).
Sedmipísňový samizdat s názvem Gaia Mesiah si vydali vlastním nákladem v roce 2003. Písně „Ocean", „Gaia Mesiah", „Apocalypse 5" a „Legulize Marijuana" se v menších obměnách objevily i na debutu Ocean, jenž vyšel o dva roky později na labelu Universal Music (produkoval ho George Eric). K velmi oblíbenému singlu „Maňana" byl natočen videoklip, jehož režisérem se stal Vladimír Michálek.

Nelze také opomenout dvoupísňový singl More Warriors/Black Bridge z roku 2004. Na první skladbu vznikl ve spolupráci s jednou mladou animátorkou i velice zajímavý klip.
Album Alpha Female (2007) je výsledkem spolupráce kapely a Jaze Colemana, legendárního producenta, skladatele a frontmana skupiny Killing Joke.
V březnu 2008 nečekaně opustila kapelu zpěvačka Marka Rybin a téhož roku 23.06. vyšlo live album Thank You dr. Beat, které je zároveň rekapitulační nahrávkou první sestavy. Záznam je z vyprodaného dvojkoncertu v Lucerna Music Baru v Praze z prosince 2007, kde kapela oslavila 6. narozeniny. Album obsahuje 11 živých písní, 4 remixy a jako bonus klip k písni Alpha Female.

22.3.2009 - Kapela oznamuje na svých stránkách znovuobnovení své činnosti a návrat na koncertní pódia. Mikrofonu se ujímá zpěvák Viktor Dyk. Novým členem kapely se stává také baskytarista Jirka Tille, kterého posluchači znají mj. i díky působení v kapele Kurtizány z 25. Avenue.
Roku 2011 kapela ukončila činnost.

V lednu 2016 se scházejí bývalé členky skupiny na přípravné schůzce k reunionu Gaia Mesiah. Na této schůzce se dohodnou, že 15. května oznámí návrat Gaia Mesiah na hudební scénu - a tak se také stalo. Kapela měla původně odehrát jen tři koncerty, ale vzhledem k velkému zájmu se jejich počet zvýšil na deset. Z Austrálie přiletěl i původní baskytarista Josh Stewart. Kapela se rozhodla pro další vzájemnou spolupráci i do budoucna.
V roce 2017 tak zahráli na jediném letním festivalu Rock for Churchill ve Vroutku u Podbořan, v listopadu proběhlo podzimní turné s názvem TeleporTour a byl natočen videoklip k první po letech společně vytvořené písni Sílu!. Josh Stewart zakotvil nastálo v Praze a během krátké doby vznikl materiál na zbrusu nové album Excellent Mistake, které mělo vyjít u Warner Music v září 2018, ale z důvodu nemoci kytaristky se vydání i podzimní turné muselo přeložit na únor 2019. Excellent Mistake tedy spatří světlo světa 1. února 2019.
„Excellent Mistake se opět přibližuje svou náladou našemu prvnímu albu Ocean. Proces jeho vzniku je plně vyjádřen i v názvu, protože když zachytíte chybu v muzice a správně si s ní pohrajete, může vzniknout něco opravdu excelentního,” říká kytaristka Morella, a dodává: „Stejné je to i s desetiletou přestávkou kapely – jsme naplněni novou energií a poučeni ze svých chyb.“ 
Jméno Gaia Mesiah vzniklo podle komentáře samotných členek kapely záměrným vypuštěním písmene s ze slova Messiah v anglickém spojení Gaia Messiah (v překladu Spasitel Země). Sami však říkají, že rozhodně nejsou žádní spasitelé a výklad tohoto spojení nechávají čistě na fantazii posluchačů.

## Filozofie tvorby
Stejně jako u kolegů (Rage Against the Machine), mají i pro výraz skupiny Gaia Mesiah (alespoň podle členek kapely) zásadní význam jejich postoje k aktuálním politickým, ekologickým i mezilidským tématům, které ony samy označují za radikální. Tyto postoje se kapela snaží promítnout i do svých (vesměs v angličtině psaných) textů.
Skupina se vymezuje proti mainstreamové, na zisk a konzum zaměřené pop-kultuře, mimo jiné odmítáním živého hraní v televizních studiích.

## Členové

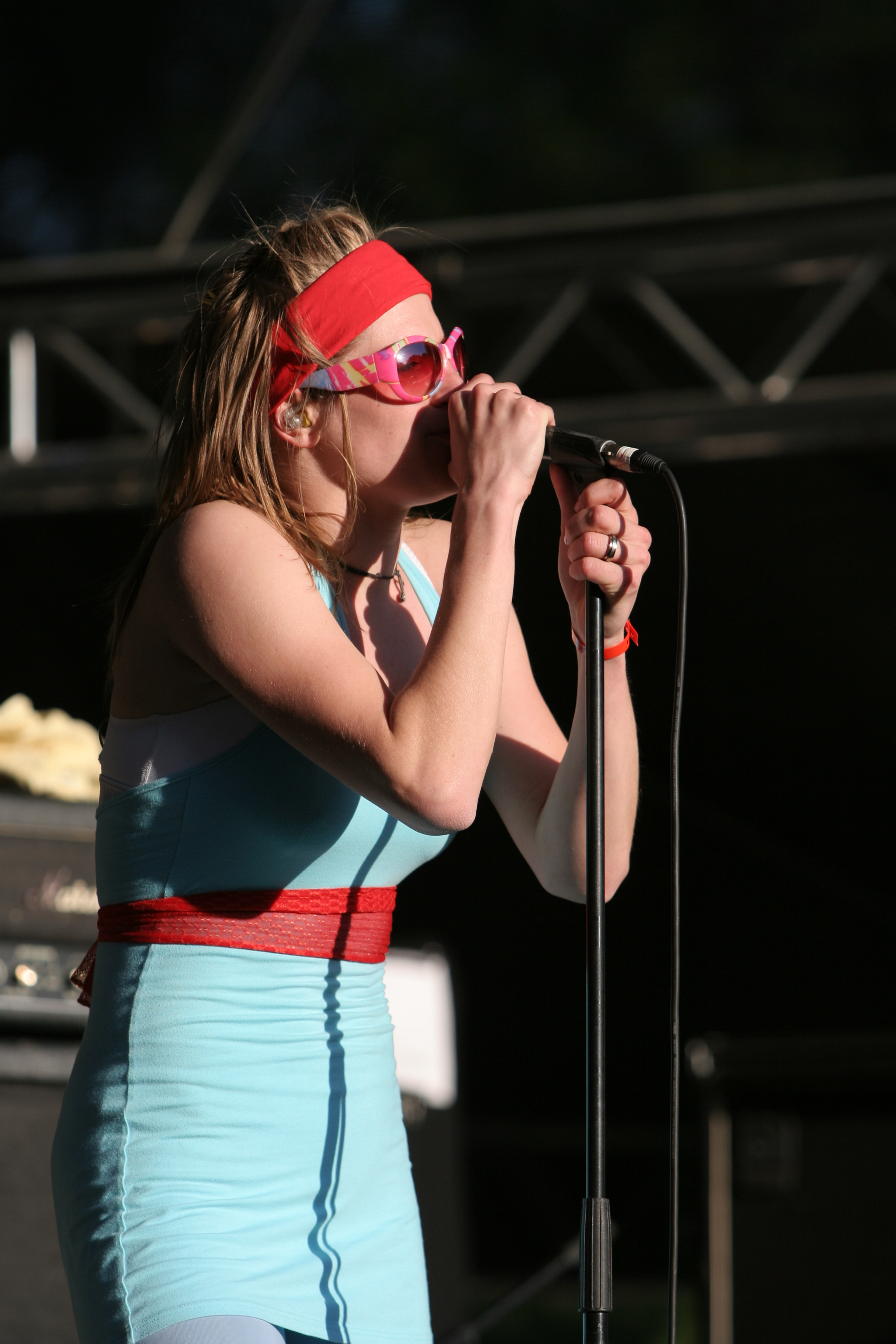
Gaia Mesiah - Marka Rybin

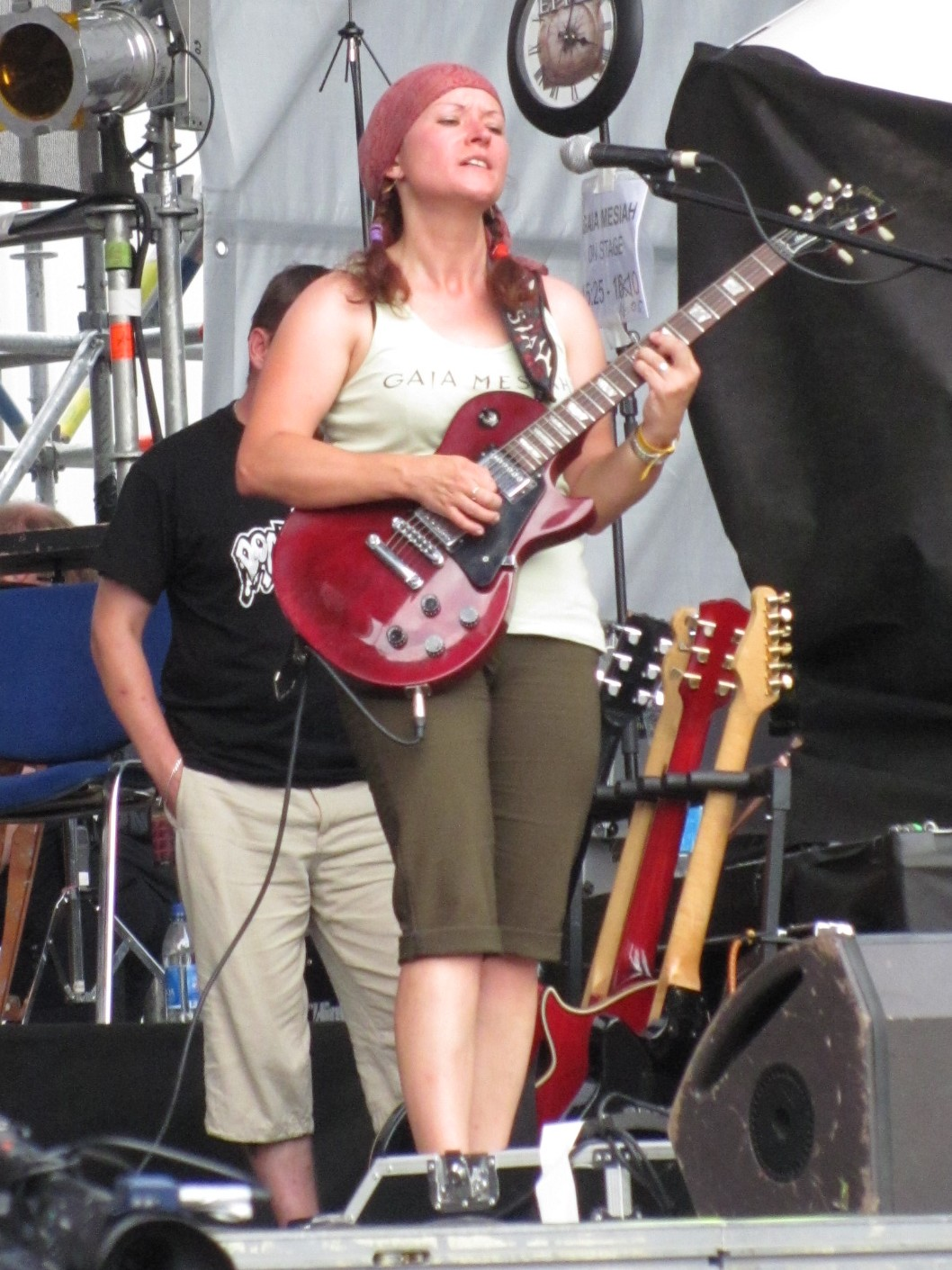
Santa Morella během festivalu Masters of Rock; červenec 2010

### Současná sestava
- Kateřina Pelíšková alias Santa Morella - kytara
- Marka Rybin - zpěv
- Michaela Moravcová alias Miša M - bicí
- Josh Stewart - basová kytara

### Příležitostní hosté
- Pedro Paredes - Ekvádor - charanga
- Roman Lomtadze - perkuse

### Bývalí členové
- Adam Stivín bg
- Petr "Štětináč" Štětina Bg
- Michael Krásný aka "Beauty Mike" Bg
- Sundari Bg
- David Jaroš perkuse
- Jiří Tille - bass
- Viktor Dyk - zpěv

## Diskografie

### Studiová alba
- 2005 - Ocean
- 2007 - Alpha Female
- 2019 - Excellent Mistake
- 2023 - Vlnobytí

### Live album
- 2008 - Thank You Dr. Beat

### Samizdat
- 2003 - Gaia Mesiah

### Kompilace
- 2020 – Refresh in Golden Hive Live